# More geometrico
More geometrico (łac. sposobem geometrii, na wzór geometrii) – ideał uprawiania filozofii i postulat metodologiczny obecny w racjonalizmie nowożytnym; ukształtowany przez Kartezjusza, który jest także autorem samego terminu, przyjęty został przez innych kartezjanistów i racjonalistów, przede wszystkim zaś Barucha Spinozę. 
Ideał ten wypływał z racjonalistycznej koncepcji wiedzy i poznania. Wiedza ścisła i pewna może być według Kartezjusza osiągnięta jedynie wtedy, gdy filozofię uprawiać będzie się metodami matematycznymi. Odwoływano się przy tym przede wszystkim do metody aksjomatycznej zawartej w Elementach Euklidesa. Próbę ujęcia filozofii w sposób w pełni geometryczny przedstawił Spinoza w dziele Etyka w porządku geometrycznym dowiedziona (1677). 